# Ronald Feisel

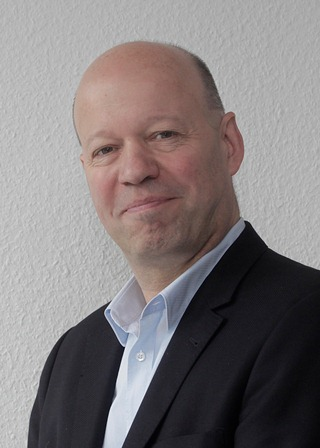
Ronald Feisel

Ronald Feisel (* 15. April 1958 in Iserlohn) ist ein deutscher Hörfunk- und Fernsehjournalist, Moderator, Dozent, Coach und Autor.

## Leben
Nach der Schulzeit in Iserlohn folgte die Journalistenschule in Köln, ein Zeitungs-Volontariat und ein Studium der Journalistik und Politik mit einem WDR-Volontariat. Ab 1985 war er Redakteur beim Kabelfunk Dortmund, Echo West, WDR 2 Westzeit und WDR 2 Stichtag. Von 2004 bis Ende 2021 war Feisel Leiter der Redaktion Stichtag / ZeitZeichen / Erlebte Geschichten. Die Redaktion erhielt 2006 den Freya-Stephan-Kühn-Preis und 2014 den Struktur-Preis des Forums Geschichtskultur im Ruhrgebiet. Seit 2022 arbeitet Feisel wieder als Autor, Coach und hat einen YouTube-Kanal. Feisel lebt in Berlin-Charlottenburg.
Feisel moderierte beim WDR-Hörfunk Echo West und Zwischen Rhein und Weser sowie im WDR-Fernsehen Fensterplatz, Düsseldorf am Rohr, Messe TV und Job. 1998 war Feisel als ARD-Reporter bei den Olympischen Spielen in Nagano. Von 1987 bis 1990 hat Feisel seine Trainerausbildung beim Deutschen Basketball Bund absolviert und war bis 1992 in der Regionalliga und in der 2. Bundesliga als Trainer aktiv. Seit 1993 ist Feisel auch als Dozent beim WDR, beim DHB, beim DBB, an verschiedenen Hochschulen und als Coach für Journalisten und Sportler tätig. Ferner moderiert Feisel Veranstaltungen wie den Deutschen Solarpreis oder den Energiegipfel NRW.

## Publikationen
- Wie Dracula den Kopf verlor und Sissi die Lust: 21 unerhörte Geschichten aus der Geschichte. Kiepenheuer & Witsch 2012, ISBN 3-462-04400-1
- History to go: Geschichtskalender 2024, Verlag arsEdition München